# Lambeth Town Hall
Pour les articles homonymes, voir Lambeth.
L'hôtel de Ville de Lambeth, aussi désigné sous le nom de Brixton Town Hall, est le siège du Borough londonien de Lambeth situé à Brixton, à Londres.

Il est un Monument classé Grade II, et a été construit en pierres et briques rouges en 1908.

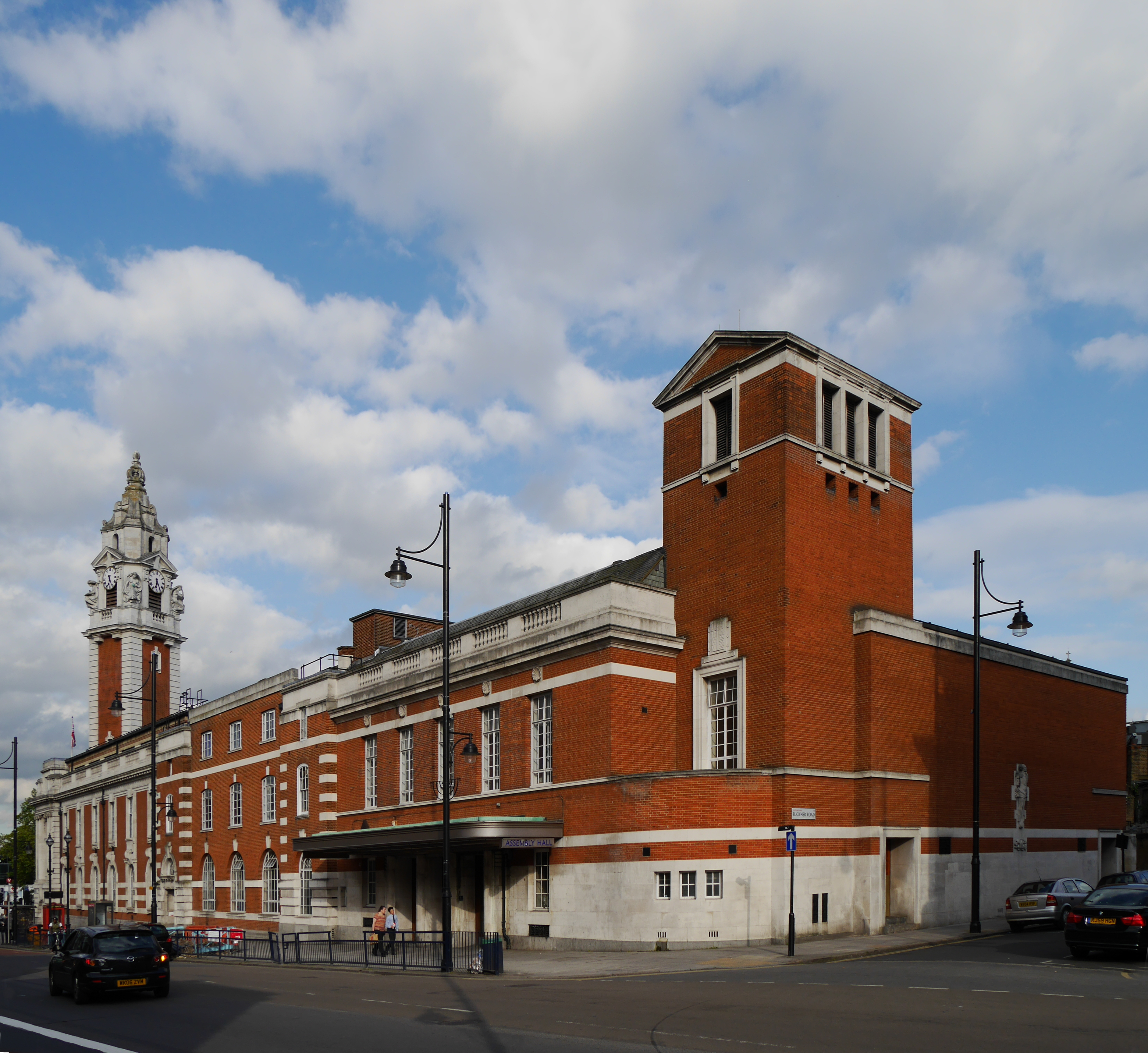
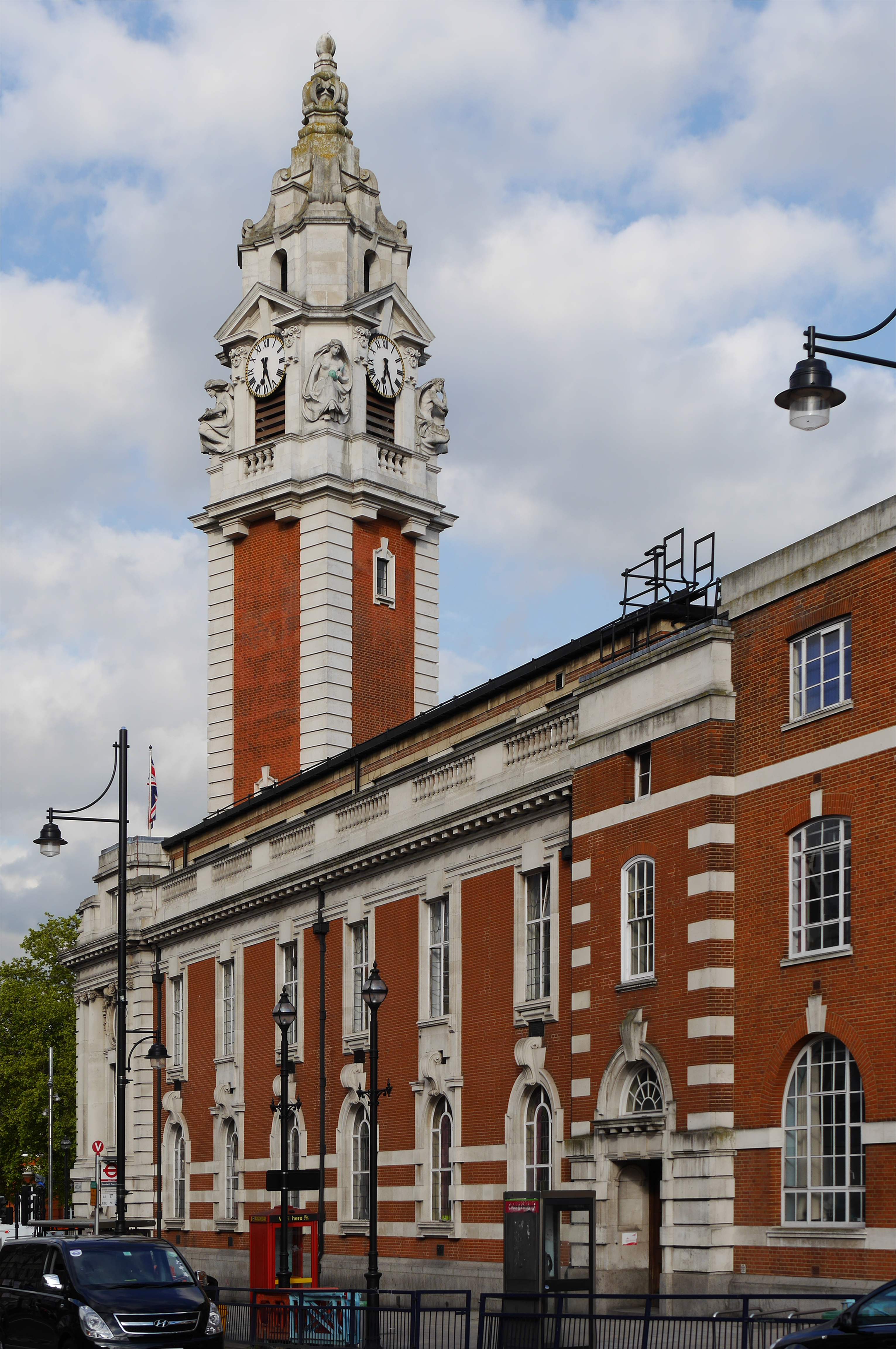
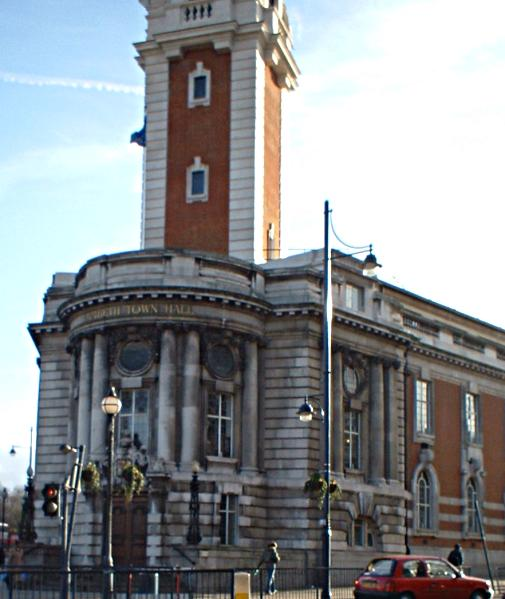